# Tápiógyörgye
Tápiógyörgye község Pest vármegyében, a Nagykátai járásban.

## Fekvése
Budapesttől körülbelül 80 kilométerre, Szolnoktól félórányi autóútra fekszik. A Nagykátát Cegléddel összekötő, közben Tápiószelén is áthaladó 311-es főútról ez utóbbi település központjának déli részén kiágazó Györgyei úton (a 3118-as úton) érhető el; ez az út végighalad Tápiógyörgye szinte teljes belterületén, nagyjából nyugat-keleti irányban. Áthalad Tápiógyörgyén a Jánoshidát Újszilvással összekötő 3121-es mellékút is, ez körülbelül észak-déli irányban tárja fel a települést. A község vasúton is megközelíthető, a Budapest–Újszász–Szolnok-vasútvonalon, vasútállomása a 3118-as útból dél felé kiágazó 31 321-es úton érhető el (települési neve Ady Endre út).
2005-től a község több pályázatot is megnyert, a támogatásokból pedig komoly fejlesztéseket hajtottak végre.

## Története
1220-ban említik először hivatalosan a falu létezését a Váradi regestrumban.

### 13–16. század
A tatárjárás teljesen elpusztította a falut, emiatt a 13–14. században lakatlan volt. A 15–16. században újra kezdett benépesülni a kedvező földrajzi helyzete miatt. Mai területén a tatárjárás után még további két település is helyet foglalt: Megyer és Füzesmegyer.

### 16–17. század
A 16. század elején a Dobroviczky és Podmaniczky család birtokolta a falut. 1528-ban a Dobroviczky család birtokát a király Werbőczy Istvánnak adományozta. Az 1540-es években török megszállás alá került, de egészen a 16. század végéig főleg növénytermelésből és állattenyésztésből élő közösség lakta. A 16. század végén dúló tizenöt éves háborúban teljesen elnéptelenedett.

### 17–19. század
A falu újratelepítése 1730-tól kezdődött el. Ezekben az időkben Huszár József, Bencsik József és a Prónay család birtokaihoz tartozott. Az ő közbenjárásukra a Felvidékről palóc nyelvjárást beszélő magyarok és kisebb számban szlovák telepesek költöztek a faluba. A település urbáriumát 1770-ben hitelesítették. A II. József uralkodása idején megtartott első magyar népszámlálás szerint 316 család, 1773 fő élt Tápiógyörgyén. Fényes Elek 1851-ben írott tudósítása szerint 2742 fő élt akkor a faluban, s a Tápión nagy értékű vízimalom működött. A katolikus plébánia 1780-ban önállósodott, ekkortól írják az egyházi anyakönyveket. 1860-ban felépült a katolikus templom, amelynek védőszentjévé Szent Annát választották. Építésze a soproni Storno Kálmán volt. Még ebben az évtizedben a Táfler-Györgyey család megvásárolta a birtokokat és a falu közepén egy 20 holdas parkkal körülvett kastély építésébe kezdett. A kastély 1892-ben épült fel. 1897-ben a falu egy Szent Orbán szoborral gazdagodott.

### Az első- és második világháború alatt
Az első világháború alatt 817 főt soroztak be katonaságba, ebből 142-en elestek (ebből 14 zsidó katona volt besorozva, és ebből 7 lelte halálát).
1920 elején a Nagyatádi-féle földreform alkalmával, 1813 kataszteri holdat osztottak szét. Érdekességképpen megjegyzendő, hogy akkoriban Tápiógyörgyének 6 asztalosa, 5 cipésze, 2 bognára, 5 borbélya és 1 bádogosa volt. Autója 2 személynek, cséplőgépe pedig 13-nak volt. A faluban gőz- és vízimalom is működött, továbbá egy téglagyár is.
A második világháborúig az alábbi szövetkezetek alakultak meg:
- Önkéntes Tűzoltóság
- Kisgazdakör
- Iparos Kör
- Olvasókör
- Hitelszövetkezet
- Hangya szövetkezet
- Tejszövetkezet

A második világháború idején, 1944. november 11-én foglalták el a falut az oroszok. Körülbelül 400 lakóház meg is sérült a németek kiűzése közben. A harcokban 28 szovjet, 18 német és 1 magyar katona lelte halálát. 4 nappal az orosz megszállás előtt, november 7-én a németek agyonlőtték dr. Kandel Henrik orvost.

### A rendszerváltásig
1945 tavaszán létrehozták a falu nemzeti tanácsát, ugyanebben az évben megalakult a földműves szövetkezet, s az újabb földreformban 3700 kataszteri holdat osztottak szét az igénylők között. 1949-ben a faluba bevezették a villanyáramot, 1950-ben pedig megalakult a községi tanács.
Az 1950-1960-as években új iskola épült, szolgálati lakásokat és tornatermet létesítettek. Ezekben az években látták el aszfaltburkolattal az utak nagy részét, artézi kutakat fúrtak és ekkorra kezdte meg működését a községi zeneiskola is.
1977-ben létrejött az Öregek Napközi Otthona a Györgyey-kastély helyén, 2 évre rá pedig egy 30 gyermek számára foglalkozást biztosító bölcsődét hoztak létre. Ugyanebben az évben átadták a Faluházat, melyben helyet kapott a községi könyvtár és egy színházterem.

### Napjainkban
1993-ban bevezették a földgázt.
1996-ban kiépítették a telefonhálózatot.
2005-ben 1. helyezést ért el a község a Magyarországi Falumegújítási versenyen.
2006-ban 2. helyezett lett az Európai Falumegújítási megmérettetésen.
2007-ben a legvirágosabb magyar falu lett és hazánkat képviselve az Entent Floral európai környezet szépítési versenyen, 2. helyezést ért el.

## Közélete

### Polgármesterei
- 1990–1994: Józsa László (FKgP)[6]
- 1994–1998: Józsa László (független)[7]
- 1998–2002: Józsa László (független)[8]
- 2002–2006: Varró István (független)[9]
- 2006–2008: Varró István (független)[10]
- 2008–2010: Póczné Fehér Mária (független)[11]
- 2010–2014: Varró István (független)[12]
- 2014–2019: Varró István (független)[13]
- 2019–2024: Varró István (független)[14]
- 2024– : Fehér Henrietta (független)[1]

A településen 2008. december 7-én időközi polgármester-választást tartottak, az előző polgármester lemondása miatt. Lemondása ellenére Varró István is elindult a választáson, de kis (1251-ből 13 szavazatnyi) különbséggel, négy jelölt közül a második helyet tudta csak elérni.

## Népesség
A település népességének változása:
| Lakosok száma | 3461 | 3435 | 3326 | 3420 | 3533 | 3493 | 3556 |
|               | 2013 | 2014 | 2018 | 2021 | 2022 | 2023 | 2024 |

A 2011-es népszámlálás során a lakosok 85,4%-a magyarnak, 1,9% cigánynak, 0,4% németnek, 0,2% románnak mondta magát (14,6% nem nyilatkozott; a kettős identitások miatt a végösszeg nagyobb lehet 100%-nál). A vallási megoszlás a következő volt: római katolikus 52,7%, református 6,1%, evangélikus 0,9%, görögkatolikus 0,5%, felekezeten kívüli 11,5% (27,5% nem nyilatkozott).
2022-ben a lakosság 84%-a vallotta magát magyarnak, 2,5% cigánynak, 0,5% németnek, 0,2% románnak, 0,1-0,1% szlováknak, ukránnak és szlovénnek, 1,8% egyéb, nem hazai nemzetiségűnek (15,9% nem nyilatkozott; a kettős identitások miatt a végösszeg nagyobb lehet 100%-nál). Vallásuk szerint 35,3% volt római katolikus, 4,7% református, 0,6% evangélikus, 0,4% görög katolikus, 1,4% egyéb keresztény, 0,8% egyéb katolikus, 16,3% felekezeten kívüli (40,3% nem válaszolt).

## Ismert személyek
- Itt született Balogh Arnold, 1887-ig Bleyer (1870 – 1913) magyar jogász, újságíró, jogi író.
- Itt született és itt élt Tóth János (1897–?) gazdálkodó, hungarista politikus, országgyűlési képviselő.

## Turizmus

### Ifjúsági tábor és Erdei iskola
A strandkert területén a táborozók rendelkezésére 5 db tizenkét személyes kőház áll. Itt különböző, a természettel kapcsolatos programokban vehetnek részt a kirándulók (pl. az 5 km hosszú Bíbic-tanösvény 6 állomáson mutatja be a terület élővilágát).

### Kalandok a pusztában
A pályázatot 2009-ben nyerte meg a község. A pályázaton nyert összegből új pihenőhelyeket alakítottak ki a túraútvonalak mentén, ahol a táj hangulata jól átérezhető, valamint a természet védett körülmények között figyelhető meg, nem háborítva az élőhelyeket és az élőlényeket.

### Falumúzeum
A Falumúzeumnak ma helyet adó épületet 1883-ban építették és akkoriban katolikus tanítók laktak benne. 1983-ban Varró István tanácselnök nyitotta meg, múzeumként. 2003 nyarán 1 millió forintból felújították a múzeum épületét (elsősorban a tetőszerkezetet).

### Strandfürdő
A strandfürdő nyaranta működik.

### Tájvédelmi körzet
1998-ban megalakult a Tápió-Hajta Vidéke Tájvédelmi Körzet. Ide tartozik a Gulya-gyep, amelyet megvásárolt a Duna-Ipoly Nemzeti Park Igazgatósága, így a nyár végén akár két hónapot is a területen tölt az Igazgatóság szürkemarhagulyája.

## Intézmények

### Kazinczy Ferenc Általános Iskola
Táby Ferenc volt az első tanító Tápiógyörgyén, az ő visszaemlékezése szerint 1742-ben kezdődött meg az oktatás, de a falu első iskolája csak 1781-ben épült meg és 1828-ig üzemelt. Ezt több iskolaépület és bővítés is követte. A jelenlegi épületet 1975-ben emelték, 10 tanteremmel és 2 emelettel. 1988-ban kibővítették újabb 12 teremmel. 2003-ban új tetőt építettek az egész iskola fölé, ezzel kialakítva a modern számítástechnikai teremmel, előadóteremmel és további tantermekkel ellátott 3. emeletet.

### Kastélykert Óvoda
Az első óvoda 1953-ban alakult a községben. 2007-ben a régi épület helyére új került, ekkor vette fel a "Kastélykert Óvoda" nevet is. Az új óvoda, a magyar óvodai nevelés nemzetközileg elismert gyakorlatára, a 3-6 éves korú gyermekek igényeinek megfelelően, a helyi sajátosságok figyelembe vételével épült.

### Bartók Béla Zeneiskola
1976. január 5-én alakult meg az intézmény. Ekkor még 16 zenetanártól 319 növendék tanult itt. 1991. szeptember 1-jétől önálló iskolaként működik. A zeneiskola évente három hangversenyt ad, amelyek a község kulturális programjainak kiemelkedő eseményeivé váltak.

### Községi Könyvtár
1908-től 1950-ig működött Tápiógyörgyén az Iparos Kör, amely kb. 500 kötetes könyvtárral rendelkezett. Ez volt akkoriban a község legnagyobb gyűjteménye. A község könyvtára 1950-ben alakult a Zöldmező Mg. Tsz. irodája helyén, ekkor 168 kötete és 25 beiratkozott olvasója volt. 1960-tól a Községháza udvarán lévő kis épületben kapott helyet, amely nagyon rossz állapotban volt. 1978-ban átadták a Faluházat és a könyvtár is átköltözött oda a 17.000 kötetes állományával. 1985-ben már több mint 20.000 kötet könyv, 400 db hanglemez, 50 féle folyóirat állt az olvasók rendelkezésére. 2006-ban felújították a Faluházat és vele együtt a Községi Könyvtárt is. Külön kialakított, üvegfallal elzárt részen 5 számítógép kapott helyet.

### Gondozási Központ
1977-ben alapították meg Öregek Napközi Otthona névvel. 1987-ben  új épülettel bővítették. 1990-ben összevonták a két épületet és a gazdasági okokból bezárt bölcsőde helyére költöztették.

## Pokoltanya
Tápiógyörgye külterületén fekvő tanya. A neve állítólag onnan ered, hogy a sóút mellett található, ahol az erdélyi bányákból hordták Pestre a sót. A visszaemlékezések szerint ezen a környéken lestek az utazókra a betyárok, élükön Rózsa Sándorral. A sóúton járó kereskedők azt mondogatták, hogy: "Ha elhagyjuk ezt a környéket, vége a pokolnak!". Így ragadt a tanyára a Pokoltanya elnevezés. A 20. század elején a terület Léderer Bernát báró tulajdonában volt. Saját iskolája és kápolnája is volt. A báró a II. világháború előtt eladta és emigrált. A háború közben és után a tanyasiak bekényszerültek Tápiógyörgyére, ugyanis az állam nem támogatta a tanyák közművesítését. 1996 tavaszától, a tanya felújítása után lovasoktatást és gyerektáborokat szervez itt egy család.

## Testvérvárosai
Jelenleg a községet három testvárvárosi kapcsolat fűzi más európai településekhez.
- 1987-től:  Dosolo, Olaszország

Egy olasz baráti társaság már 1971-ben Tápiógyörgyén vadászott. Az itteni lakosok kedvességükkel és vendégszeretetükkel örök emléket adtak nekik, ezért az egyikük megszervezte a tanácselnök és a párttitkár segítségével Dosolo és Tápiógyörgye testvérvárosi kapcsolatát.
- 1990-től:  Torockó, Románia

Az 1989-es romániai forradalom megsegítésére Tápiógyörgye lakosai segélyszállítmányt indítottak Torockóba, ahol az akkor rettegésben élő emberek óriási örömmel fogadták azt. Ennek hatására azonnal mindkét félben megfogalmazódott a testvérvárosi kapcsolat kialakítása iránti igény.
- 1996-tól:  Wünnewil-Flamatt, Svájc

Az akkori svájci magyar nagykövet, dr. Ódor László ajánlásával és segítségével alakult ki ez a kapcsolat.
- 2024-től:  Nagydobrony, Ukrajna

Sheperd Simon, Tápiógyörgye nagykövetének ajánlásával alakult ki a testvértelepülési kapcsolat a budapesti Íjász Söröző és Koktélbár konferenciatermében, amely egy újabb lépést jelent a két település közötti baráti és kulturális kapcsolatok elmélyítésében.

## A tápiógyörgyei kisvasút ("Kutyavasút")
A Györgyey család élénkebben szerette volna bekapcsolni a birtokait az ország gazdasági vérkeringésébe. Két kisvasutat is építtettek, az egyik Pokoltanyát a másik pedig a mai Újszilvás területén elhelyezkedő birtokokat kapcsolta a Budapest-Újszász-Szolnok főpályához.
Györgyey Illés 1914 februárjában nyújtotta be a képviselő-testület elé a kérelmét a kisvasút megépítésére vonatkozóan. Azért volt szükség vasúti szállításra, mert az utak esős időben nem voltak alkalmasak áruszállításra. A kérelmet elfogadta a testület, azonban arra nem adtak engedélyt, hogy a beruházáshoz igénybe vegyék és leszűkítsék a földutakat. E miatt pereskedés kezdődött a földbirtokos és a község között. Végül 1916-ban a belügyminiszter engedélyt adott az utak használatára vasútépítés céljából, cserébe pedig Györgyey Illés a Tápión átjárást biztosító Nagyhíd és a vasútállomás közti útvonalon járdaépítésre átengedett 1-1 méter széles földcsíkot.
A MÁV központi irattára szerint az építés 1925-ben zajlott.
A Tápiógyörgye és Újszilvás között haladó műút Abony-Újszász felé eső oldalán még ma is megtalálható a régi töltés. Több helyen is kitérőket létesítettek a kétirányú közlekedés miatt. Az Illike árok felett egy 4,2 m hosszú fahídon haladt át a sínpár.
1928. november 3-án egy tragikus baleset történt a vasúton. Az állomáshoz több hektoliteres hordókban szállították a bort este, amikor világítás nélkül ugyan azon a vonalon szembe jött egy másik fogat. Az összeütközés következtében egy 17 éves lány életét vesztette.
A vasúti kocsik vontatását az utolsó idők kivételével lovakkal oldották meg. A TSZ idejében dízelüzemű mozdonyok váltották le a lovakat. Az utasszállításra is a teherkocsikat használták, pl. az oldal nélküli változatot. Ennek díja a II. világháború után 1 forint volt. A vagonokban többnyire cukorrépát vagy a kláratelepi pincészet boroshordóit szállították.
1944 őszén az iparvágányt felrobbantották a németek, a helyreállítás még a tél folyamán megkezdődött.
1949-ben a kisvasút összesen 45 db kocsival működött:
- 5 db 3,2 tonnás, 4 tengelyes fék nélküli nyitott platós kocsi
- 8 db 2,5 tonnás, 2 tengelyes fékezhető kocsi faoldallal
- 20 db 2,5 tonnás, 2 tengelyes fék nélküli kocsi faoldallal
- 12 db lóré

Egy 1962-es jegyzőkönyv szerint a pálya hossza összesen 10225 méter, sínrendszere 7 kg/m, az ágyazat salakból áll, engedélyezett sebesség 10 km/h, aljzata fa, nyomköze 760 mm.
A keskeny nyomtávú pálya ekkor már nagyon el volt használódva, a pályabejáró bizottság már csak 30%-ban állapította meg a használhatósági fokát. A modern úthálózat megépülésével és a menetrendszeri autóbuszjáratok megjelenésével egyre inkább fölöslegesnek tartották.
1965-re a gazdasági vasút üzemképtelen állapotba került, a felújítását pedig fölöslegesnek tartották. 1966. június 30-ig az Újszászi Állami Gazdaság felbontotta a pályát. A hidak és átereszek megszüntetését a MÁV Szolnoki Pályafenntartó Főnöksége végezte. A vasút által elfoglalt területek az illetékes községi tanácsok kezébe kerültek.
Így ért véget 1966 december 31-ig a kisvasút története.

## Galéria

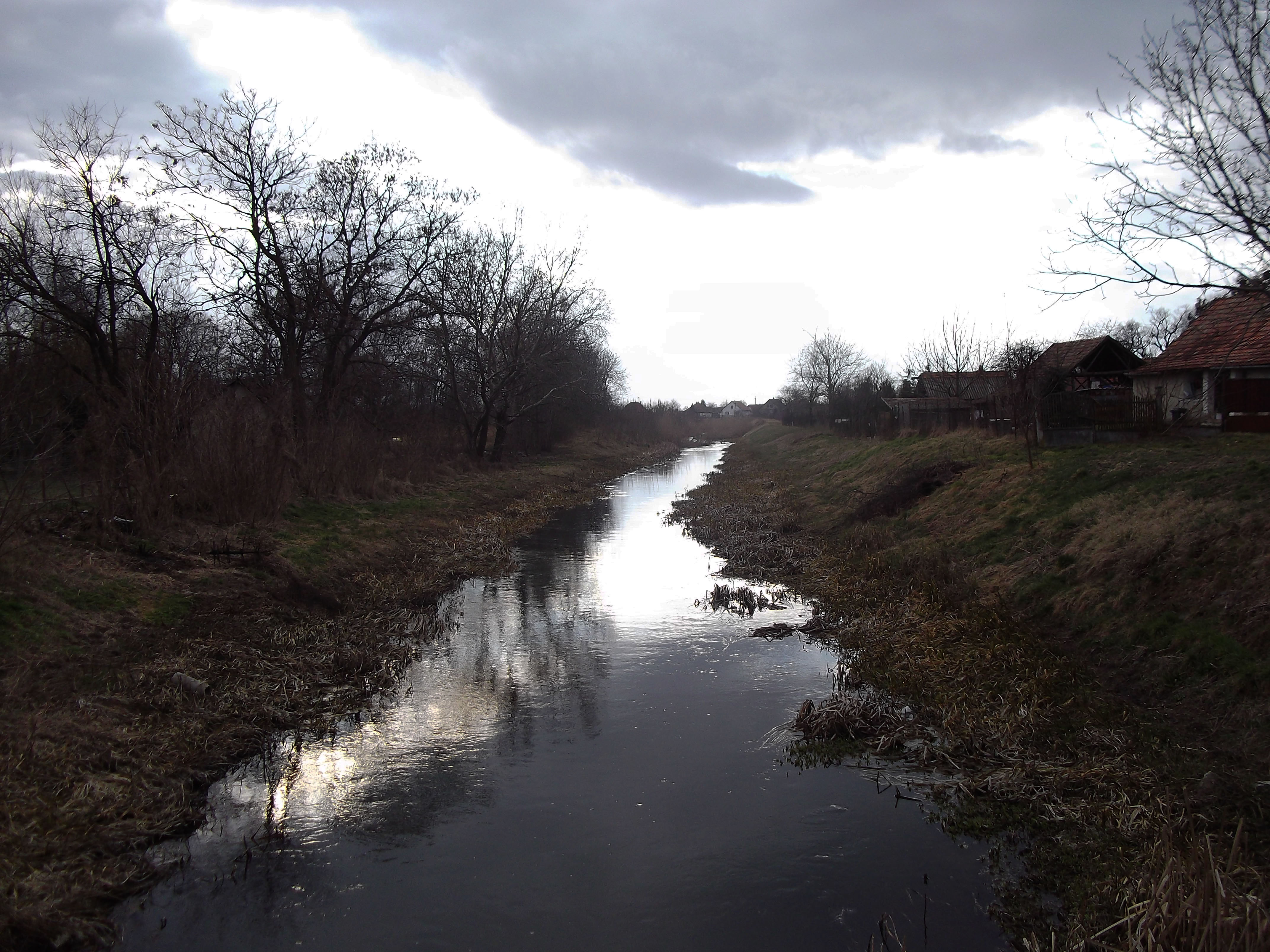
Tápió patak a gyalogos hídról.
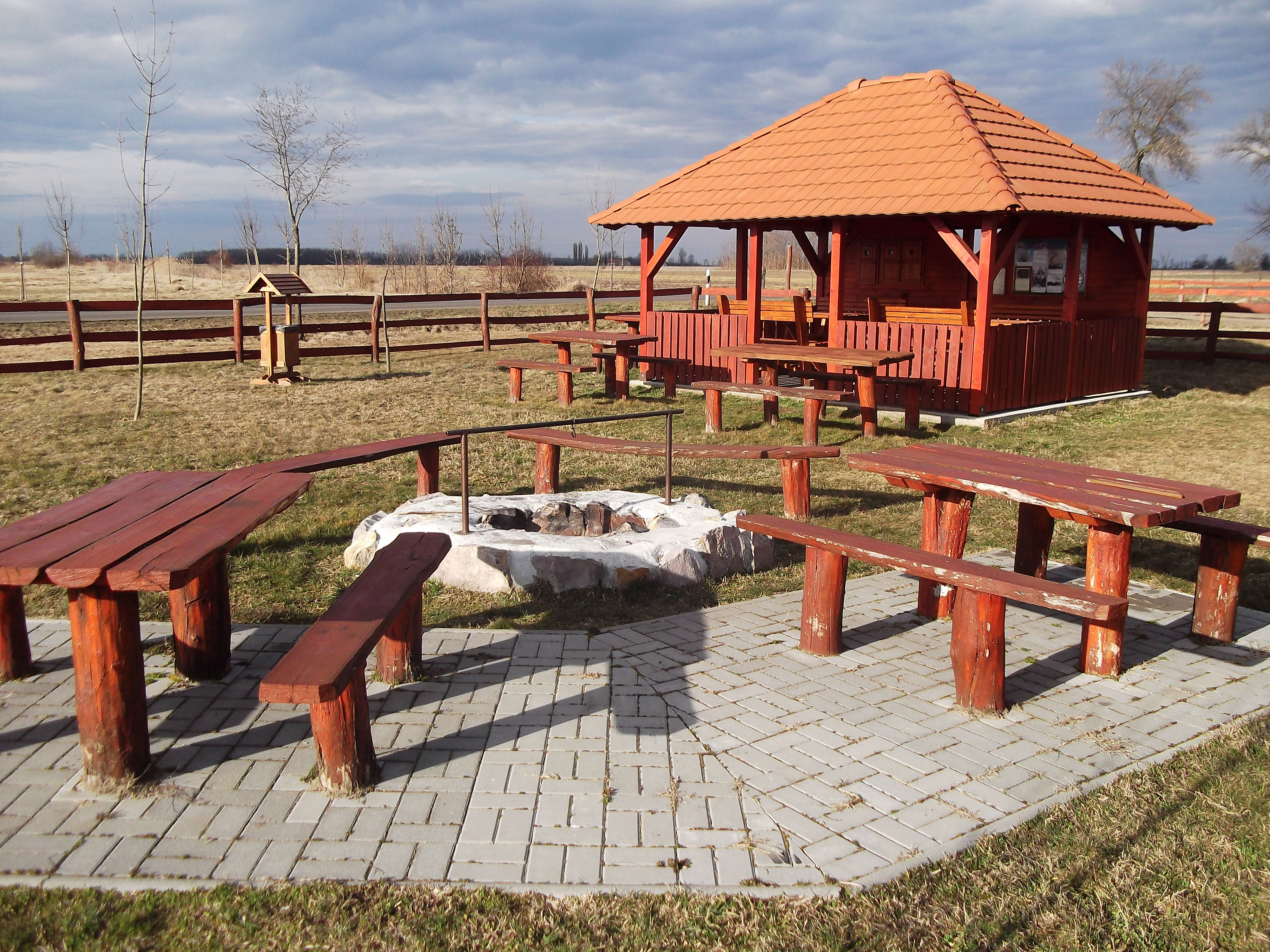
Tápiógyörgye határában álló autós pihenő.
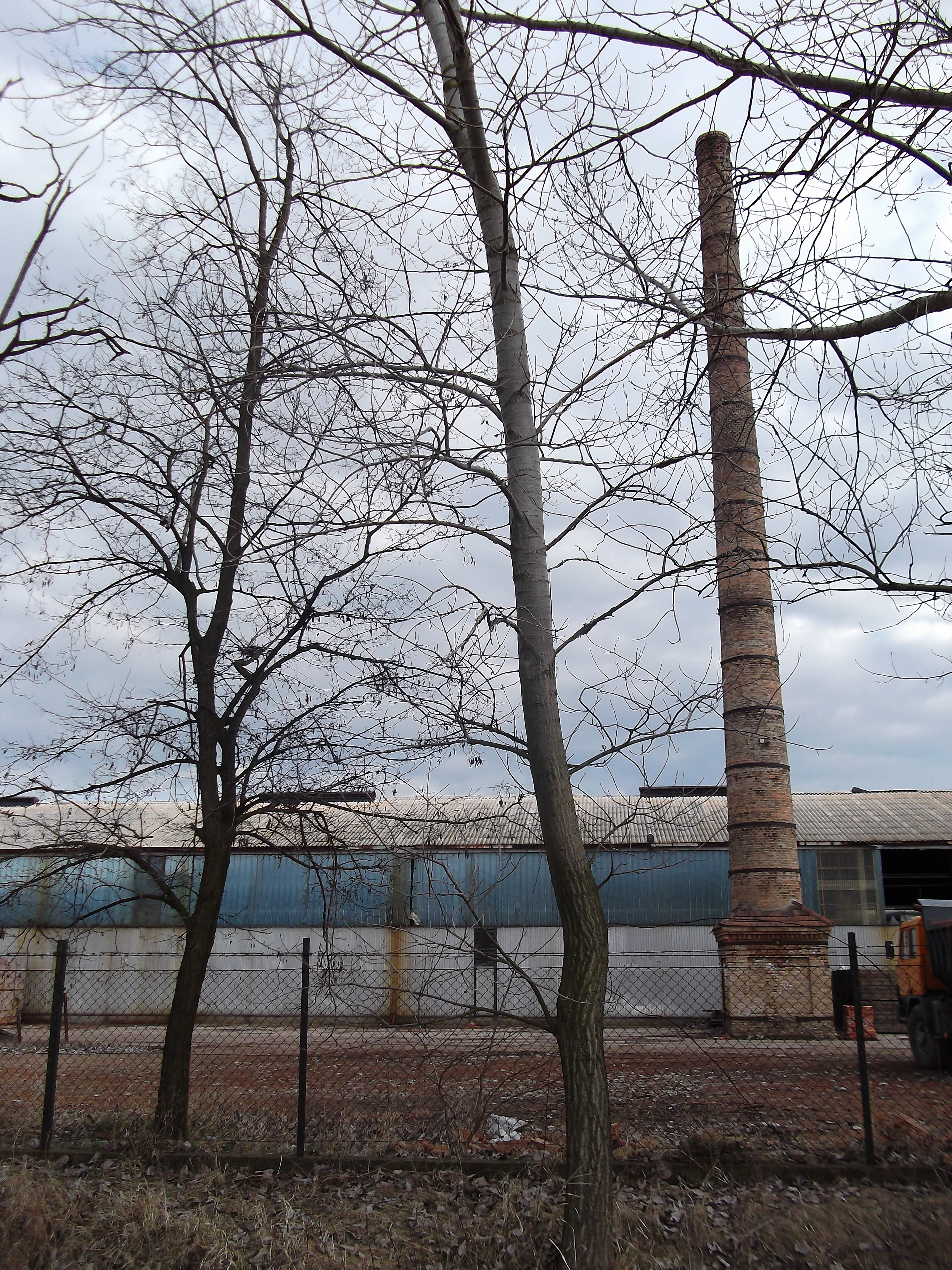
A Komjáti téglagyár épülete és már távolból is látható kéménye.
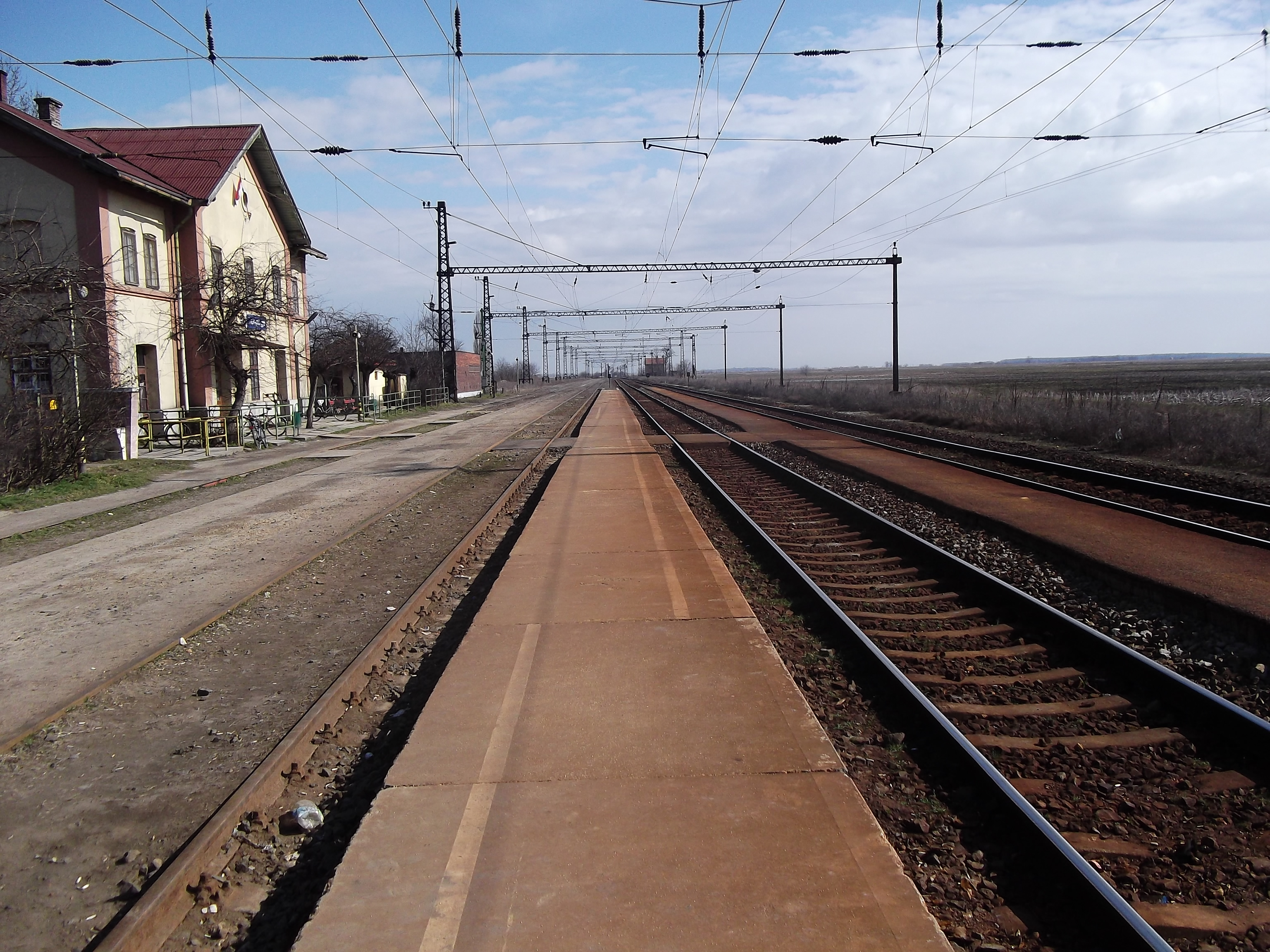
Az állomás 3. és 4. vágányának megemelt peronjai.
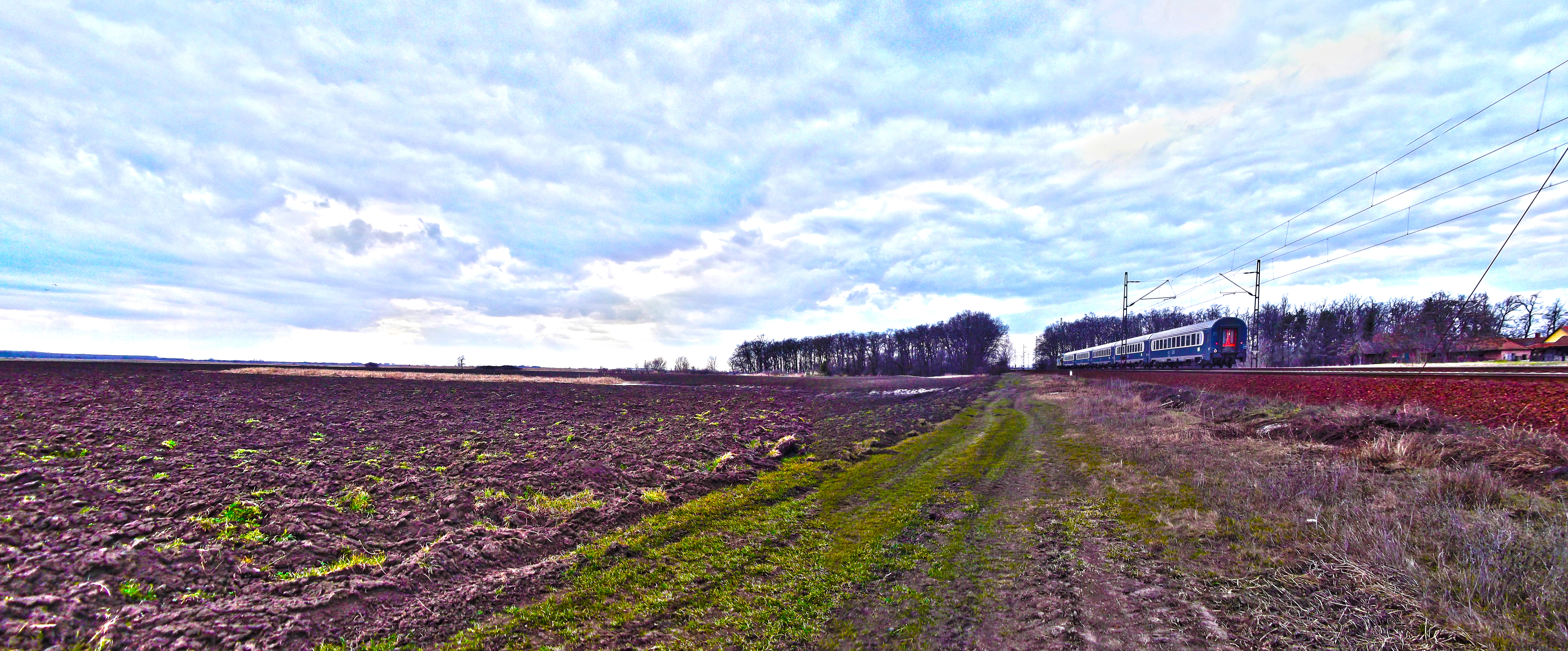
Tápiógyörgye Újszilvás felőli határa.